# Route nationale 61 (Inde)
Pour les articles homonymes, voir Route nationale 61.
La Route nationale 61 (en anglais : National Highway 61, sigle NH 61), une route nationale  en Inde qui commence près de Bhiwandi au Maharashtra et se termine à Jagtial au Telangana,.

## Tracé
Maharashtra
Bhiwandi - Kalyan - Murbad - Ghatghar - Ale - Belhe -Ahmadnagar -Pathardi - Yeli - Kharwandi - Gevrai - Pachegaon - Majalgaon - Pathri - Parbhani - Basmath - Ardhapur - Bhokar 
Telangana
Maharashtra Border - Bhainsa - Nirmal - Khanapur - Mallapuram - Raikal - Jagtial.